# Blaž Kraljević
Blaž Nikola Kraljević, hrvaški general, * 17. september 1947, † 9. avgust 1992.
Bil je poveljnik Hrvaških obrambnih sil (HOS), vojaške sile bosanskohercegovskih Hrvatov.